# Папахристопулос, Костис
Костис Папахристопулос (греч.  Κωστής Παπαχριστόπουλος , 27 ноября 1906, Афины — 3 марта 2004, Париж) — греческий и французский скульптор XX века.

## Молодость
Костис Папахристопулос родился в 1906 году в Афинах и провёл часть своего детства в Александрии. В 14 лет он увидел репродукцию Геракла Бурделя и сделал свой решительный выбор в пользу скульптуры, а не живописи. Поступив в Афинскую школу изящных искусств (1920—1925), он учился у известного скульптора Томаса Томопулоса. Продолжил учёбу в Париже, в Академии Жюлиана, где учился у Поля Ландовского и Анри Бусара. В 1926 учился в Гранд-Шомьере у Бурделя. В апреле 1929 года, накануне своей смерти, Бурдель писал о работах своего ученика: «Они обладают красотой и отмечены гением греческой расы». И всегда добавлял о Costi «Я рекомендую его от всей души». Костис вернулся в Грецию в 1930 году.

## В Греции
В 1931 году Костис стал профессором Афинской школы декоративно-прикладного искусства. Принял участие в создании «Аллеи героев» на Марсовом поле в Афинах, где в 1937 году был установлен мраморный бюст героя Греческой революции Папафлессаса работы Папахристопулоса В 1938 году отправился в Рим, изучать «метод потерянного воска». Вернулся в Афины, где внедрил этот метод. Незадолго до вступления Греции в войну, принял участие в Венецианской Биенале 1940 года. Трудные и голодные годы тройной, германо-итало-болгарской, оккупации Греции прожил в Афинах. По окончании войны, в 1945 году, уехал на постоянное жительство в Париж.

## Во Франции
В 1953 году Костис принял участие в выставке 7 греческих скульпторов которую организовал Андре Шамсон (фр. André Chamson) в парижском Малом дворце. Далее последовала серия персональных выставок. Базируясь в Париже, он периодически возвращался в свою афинскую мастерскую и часто совершал поездки в Венецию.
Его ателье в Версале стало декорацией фильма «La Récréation» (1961, сценарий Франсуазы Саган), в результате чего скульптор получил возможность изваять бюст актрисы Джин Сиберг. С 1966 года он также обратился к живописи, в основном натюрморты и пейзажи. Одновременно Кости занялся дизайном интерьеров, спроектировал монументальную лестницу для дворца Контарини в Венеции (le Palais Contarini), выполнял заказы греческого судовладельца Ставроса Ниархоса. Работал в течение многих лет, выполняя заказы миллиардера Карлоса де Бейстегю (Carlos de Beistegui) для дворца Лабия (Palais Labia) в Венеции и замка де Груссе (de Groussay) около Парижа, в последнем вместе с декоратором Эмилио Терри (Emilio Terry). Также участвовал в планировке зала Рубенса в Лувре. Костис выставлялся на персональных и групповых выставках в Греции и за её рубежами, в том числе на Панэллинских выставках, выставках «Группы Искусство», Салоне Независимых в Париже, на Международной выставке современной скульптуры (Exposition Internationale de Sculpture Contemporaine) в Музее Родена в Париже в 1956 году. Находясь под влиянием Бурделя и Майоля Папахристопулос остался верным атропоцентрическому изображению и ваял в основном бюсты и женские нагие фигуры.
Одновременно он был также фотографом с тенденцией импрессионизма в своих фото-пейзажах.
Костис Папахристопулос умер 3 марта 2004 года в Париже. Его жизнь стала предметом биографической книги «Costi», написанной Арлеттой Портнофф (Arlette Portnoff).
Сайт проекта «Гомер» включил его в число «Великих деятелей Греции».

## Работы
Работы скульптора выставлены в Национальная художественной галерее Греции, в Галерее Авероф в Мецово.
В замке Groussay, Costi построил помещение театра и открытый театр, украшенный пятью большими каменными скульптурами.
Большое число статуй были проданы во Франции

## Музей Costi в Бержераке

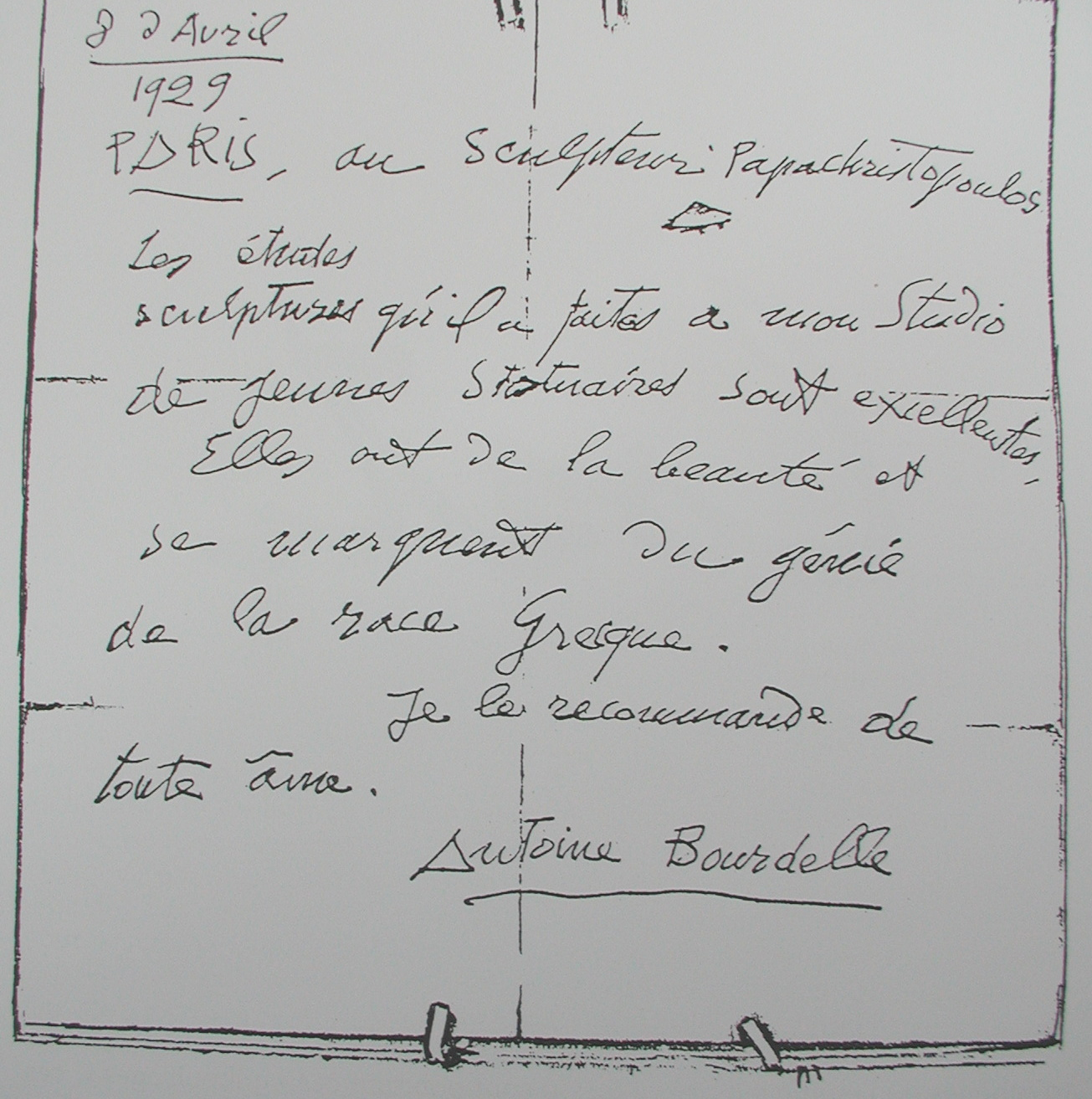
Письмо Бурделля в 1929 году накануне своей смерти о Кости: «Elles ont de la beauté et se marquent du génie de la race grecque.»

В 2000 году Costi попросил своих друзей Арлетт и Андре-Ивм Портнофф организовать дар 52 бронзовых и 7 гипсовых скульптур и 7 рисунков муниципалитету города Бержерак.
Дар стал ядром экспозиции, расположенной в сводчатом подвале старого монашеского здания святого Якова.
В настоящее время музей открыт всего лишь два месяца в году. Пресса ведёт кампанию о его круглогодичной работе.